# Roquefère
Roquefère (okzitanisch Ròcafèra) ist eine französische Gemeinde mit 71 Einwohnern (Stand 1. Januar 2022) im Département Aude in der Region Okzitanien. Sie gehört zum Arrondissement Carcassonne und zum Kanton La Vallée de l’Orbiel.

## Nachbargemeinden
Nachbargemeinden von Roquefère sind Labastide-Esparbairenque im Nordosten, Fournes-Cabardès im Südosten, Mas-Cabardès im Südwesten und Miraval-Cabardès im Nordwesten.

## Bevölkerungsentwicklung
| Jahr      | 1962 | 1968 | 1975 | 1982 | 1990 | 1999 | 2013 |
| Einwohner | 75   | 50   | 39   | 44   | 57   | 56   | 68   |

## Sehenswürdigkeiten
- Château de Roquefère
- Kirche Sainte-Foy